# Iván Massagué
Pour les articles homonymes, voir Massagué.
Iván Massagué, né le 4 septembre 1976 à Barcelone (Espagne), est un acteur espagnol.

## Biographie
Iván Massagué étudie à l'école de théâtre Nancy Tuñón de Barcelone. Bien qu'il ait travaillé pendant quelques années comme acteur, son interprétation de Johnny dans la dernière partie de la série télévisée Siete Vidas (Sept vies) lui a valu la plus grande reconnaissance. Il jouera plus tard le rôle de Marco dans La Familia Mata (La Famille tue) et celui de Burbuja dans la série télévisée El barco.
Massagué a également joué dans la comédie familiale espagnole Pancho, el perro millonario sortie le 6 juin 2014. La même année, il joue dans La mujer de negro (La femme en noir), réalisé par Emilio Gutiérrez Caba.
Après la fin de la série télévisée El barco, Massagué est choisi pour incarner le personnage principal d'une nouvelle sitcom sur Cuatro intitulée Gym Tony, aux côtés d'Antonia San Juan et Usun Yoon.
Il est apparu dans la troisième saison de MasterChef Celebrity dans laquelle il est le quatrième candidat à être éliminé.

## Filmographie

### Films
| Année | Titre                                               | Rôle                   | Réalisateur                     |
| ----- | --------------------------------------------------- | ---------------------- | ------------------------------- |
| 2001  | Només per tu                                        | Cambrer 1              | Jordi Cadena                    |
| 2002  | Mi casa es tu casa                                  | Nacho                  | Miguel Álvarez                  |
| 2002  | Peor impossible, ¿qué puede fallar?                 | Pedro                  | David Blanco / José Semprún     |
| 2003  | Nudos                                               | Antonio                | Lluís María Guëll               |
| 2003  | Soldados de Salamina                                | Quim Figueras (20 ans) | David Trueba                    |
| 2003  | Las maletas de Tulse Luper                          | Luper (jeune)          | Peter Greenaway                 |
| 2004  | XXL                                                 | Laski                  | Julio Sánchez Valdés            |
| 2004  | Entre vivir y soñar                                 | Félix (jeune)          | Alfonso Albacete / David Menkes |
| 2006  | Le Labyrinthe de Pan                                | El Tarta               | Guillermo del Toro              |
| 2006  | Tu vida en 65'                                      | Albert Castillo        | María Ripoll                    |
| 2007  | Presumptes implicats                                | Berni                  | Enric Folch                     |
| 2007  | Déjate caer                                         | Grabi                  | Jesús Ponce                     |
| 2013  | Los últimos días                                    | Lucas                  | David Pastor / Álex Pastor      |
| 2014  | Kamikaze                                            | Camilo                 | Álex Pina                       |
| 2014  | Pancho, el perro millonario                         | Alberto                | Tom Fernández                   |
| 2016  | Cerca de tu casa                                    | Dani                   | Eduard Cortés                   |
| 2018  | El año de la plaga                                  | Victor Negro           | C. Martín Ferrera               |
| 2019  | La Plateforme (El Hoyo)                             | Goreng                 | Galder Gaztelu-Urrutia          |
| 2022  | Bardo, fausse chronique de quelques vérités (Bardo) | Hernán Cortés          | Alejandro G. Iñárritu           |
| 2023  | À contre-sens                                       | Jonás                  | Domingo González                |

- 2023 : En bonne compagnie (Las buenas compañias) de Sílvia Munt : Rafa
- 2023 : En attendant Dali (Esperando a Dalí) de David Pujol : Fernando
- 2024 : La Plateforme 2 (El Hoyo 2) de Galder Gaztelu-Urrutia : Goreng

### TV
| Année     | Chaîne             | Titre                                    | Rôle                        | Notes                               |
| --------- | ------------------ | ---------------------------------------- | --------------------------- | ----------------------------------- |
| 2000      | TVE                | Estudio 1                                | Mensajero local             | Local messenger (1 épisode)         |
| 2000      | Telecinco          | El grupo                                 | l'ami de Fidel              | Local messenger (6 épisodes)        |
| 2001      | Telecinco          | El Comisario                             | Drug Dealer                 | Local messenger (1 épisode)         |
| 2001      | Antena 3           | Policías, en el corazón de la calle (es) | Capi                        | Local messenger (1 épisode)         |
| 2002      | Telecinco          | Hospital Central                         | Adrián                      | Personnage secondaire (4 épisodes)  |
| 2002      | Telecinco          | Periodistas                              |                             | Personnage secondaire (1 épisode)   |
| 2002–2005 | TV3                | El cor de la ciutat                      | Gus Cerqueda                | Personnage secondaire (23 épisodes) |
| 2005–2006 | Telecinco          | 7 vidas                                  | Johnny                      | Personnage secondaire (9 épisodes)  |
| 2007      | TV3                | La vía Augusta                           | Aaró                        | Personnage secondaire (4 épisodes)  |
| 2007–2009 | Antena 3           | La familia Mata                          | Marcos Mata                 | Personnage secondaire (36 épisodes) |
| 2010      | Cuatro             | La isla de los nominados                 | Juanjo                      | Personnage secondaire (11 épisodes) |
| 2010      | Antena 3           | Impares                                  | Maxi                        | Personnage secondaire (6 épisodes)  |
| 2010–2011 | Neox               | Impares Premium                          | Maxi                        | Personnage secondaire (10 épisodes) |
| 2011      | TVE                | Los misterios de Laura                   | Hermano Jacinto             | Personnage secondaire (1 épisode)   |
| 2011–2013 | Antena 3           | El barco                                 | Roberto Schneider (Burbuja) | Personnage secondaire (43 épisodes) |
| 2012      |                    | Entre líneas                             | Metralleta                  |                                     |
| 2014–     | Cuatro             | Gym Tony (es)                            | Antonio Rovirosa "Tony"     | Personnage principal                |
| 2021      | Amazon Prime Video | Parot                                    | Haro                        | [ 5 ]                               |

- 2018–2019 : En famille (Benvinguts a la familia) : Fernando « Nando » García Pedrosa	(personnage principal, 26 épisodes)

### Courts métrages
| Année | Titre            | Personnage | Réalisateur     |
| ----- | ---------------- | ---------- | --------------- |
| 2004  | Ekaiz (Tormenta) |            | Jordi Cussó     |
| 2007  | Gallos           |            | Maurici Jiménez |
| 2012  | Nada que decir   | Ramon      | Darío Paso      |
| 2012  | Paramar          | Marcelo    | Pablo Fernández |

### Théâtre
| Année | Titre                        | Mise en scène         |
| ----- | ---------------------------- | --------------------- |
| 1997  | El médico a palos            |                       |
| 1998  | El aniversario               |                       |
| 1999  | Ay Caray                     |                       |
|       | Estudio después de la lluvia | Sergi Belbel          |
| 2000  | La chilena                   |                       |
| 2000  | Bus 59                       |                       |
| 2005  | Algo                         | Alex Mañas            |
| 2007  | L'Ouest, le vrai             | David Selvas          |
| 2009  | Hamlet                       | Oriol Boggi           |
| 2014  | La mujer de negro            | Emilio Gutierrez Caba |

## Récompenses et distinctions
| Année | Titre     | Catégorie       |
| ----- | --------- | --------------- |
| 2013  | Prix OMGA | Meilleur acteur |

- (en) Iván Massagué: Awards, sur l'Internet Movie Database

## Crédit d'auteurs
- (en) Cet article est partiellement ou en totalité issu de l’article de Wikipédia en anglais intitulé « Iván Massagué » (voir la liste des auteurs).